# Külsőtornyos vár

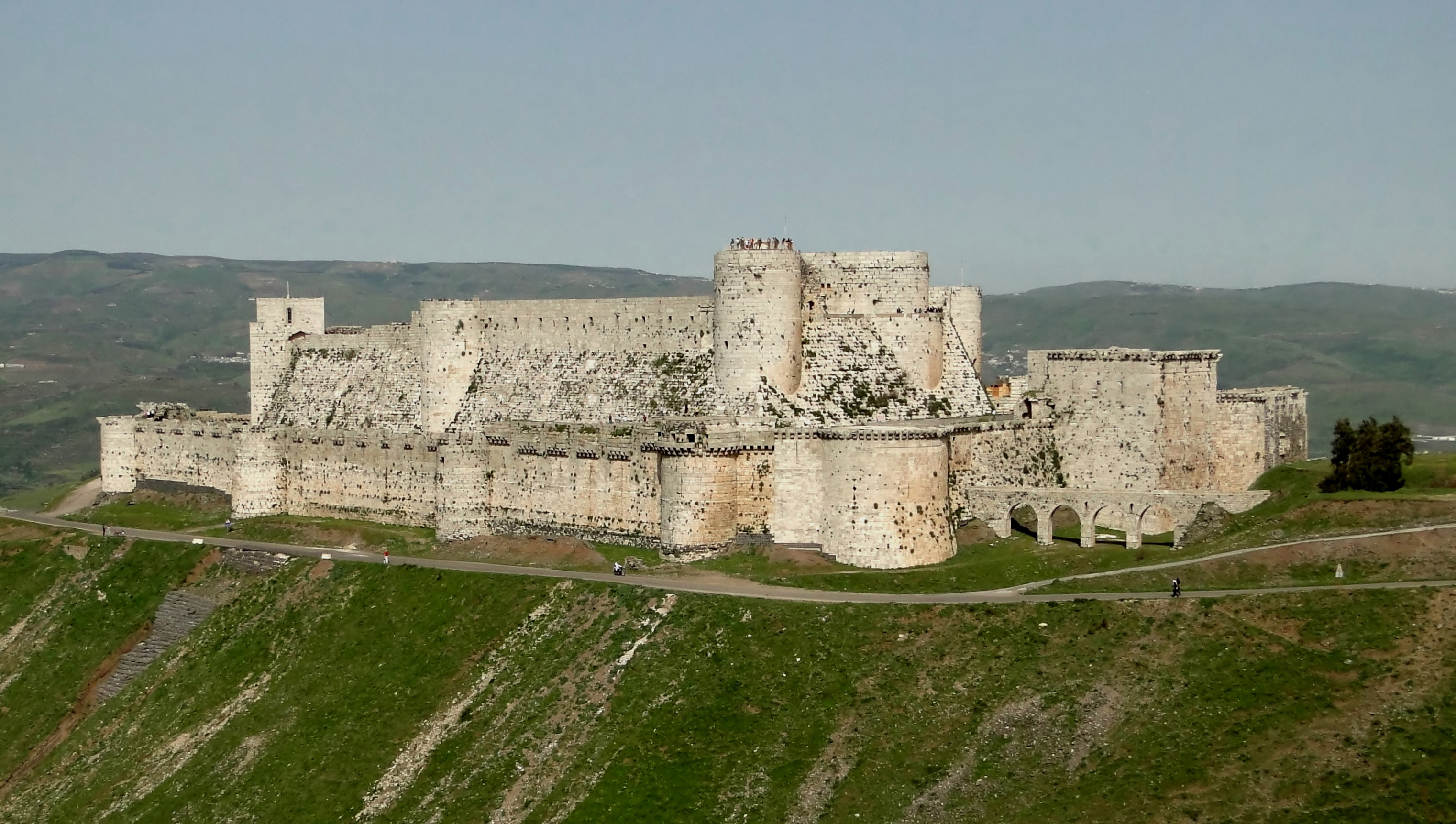
Krak des Chevaliers vára a Világörökség része

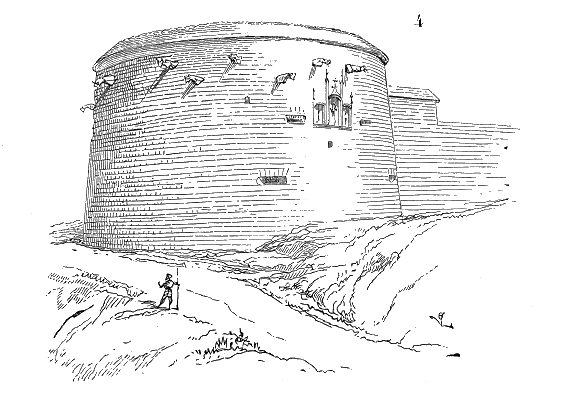
Rondella (Franciaország, Langres)

A külsőtornyos vár a késő ókortól az érett középkorig volt az erődítések jellemző típusa, amely a belsőtornyos várból fejlődött ki az oldalazó tűz kívánalmai miatt. Eredeti formájában ebbe a típusba tartozott a budai vár és Nándorfehérvár is.

## Kialakulása
A külsőtornyos várak építését az ostromtechnika fejlődése tette szükségessé:
- az addigi hosszú-, illetve reflexíjakat (legalább részben) felváltották a számszeríjak;
- a hajítógépeket, ostromlétrákat,  ostromtornyokat tökéletesítették,
- megjelentek a képzett, jól felszerelt zsoldoshadak,
- a hűbérurak kisebb bandériumait mind nagyobb létszámú hadseregek váltották fel, amihez a védők számát is meg kellett növelni.[1]

A védelemben nagyobb szerephez jutottak az árkok, amelyek meggátolták, hogy a támadók ostromgépeiket a falakhoz közel állíthassák fel. A korszak elején a várfal elé épített (azaz külső) tornyok eleinte magasak és keskenyek voltak, majd ahogy elkezdték bennük a falakat védő gépezeteket elhelyezni, egyre nagyobb átmérőjű, de egyre alacsonyabb, kerek építményekké alakultak. Ebben döntő szerepe volt a tüzérség megjelenésének, az ágyútűzben ugyanis a karcsú tornyok könnyen a védők fejére omolhattak. Az új, kerek és alacsony típus a rondella, amelynek átmérője a 15. századra nem egyszer elérte a 40 m-t.
Magyarországon a külsőtornyos várak építése általában Zsigmond uralkodása (1387–1437) alatt kezdődött, kb. a 15. század elejétől a 16. század közepéig, a rondellák előtérbe kerüléséig  tartott. A várak korszerűsítésének érdekes megoldása volt, hogy egyes esetekben a korábbi, karcsú és magas torony köré, illetve elé pótlólag rondellát építettek.
A falak vastagításában kettős szerepe is volt a tüzérségnek. A vastagabb falak ugyanis:
- jobban viselték az ostromlók rombolását,
- lehetővé tették, hogy tetejükre a védők elállíthassák saját ágyúikat.[1]

Az egyre több védőt a kis alapterületű, alig néhány épületből álló belsőtornyos várakban már nem lehetett elhelyezni; a várak alapterülete és épületeik száma folyamatosan nőtt. A lovasság és annak istállói számára a régi vármaghoz elővárat építettek. Ez lett a huszárvár, amit palánkkal és árkokkal, esetleg tornyokkal erődítettek meg.
A rondellákat a 16. századtól a sarkokra helyezett, alacsony, vastag faolú védnűvek, az úgynevezett bástyák váltották fel.

## Felépítése
A megerősített falak vastagsága nem ritkán akár a 6 métert is elérte. Ezeket úgy építették, hogy a többnyire kőből, ritkábban téglából stb. rakott külső és belső fal közét földdel töltötték fel.
A falakhoz kívül kapcsolódtak a kerek, félkör alapú vagy szögletes tornyok. A 13. század derekától lapos tetőzettel fedett tornyokban torziós vagy ellensúlyos hajítógépeket helyeztek el az ellenség ostromtornyai és faltörő kosai elleni harcra. Különösen a keresztes háborúk hatására (arab és bizánci mintára) terjedt el Európában a koncentrikus megoldás, amelyben két  — egy külső, alacsonyabb és egy belső, magasabb — zárt falgyűrű vette körbe a várudvart. (Ennek látványos példája Krak des Chevaliers). Ezekben az első falat áttörő ellenség két fal közötti, sikátornak, illetve falszorosnak nevezett szűk térbe jutott, ahol nemigen tudott manőverezni, és eközben a védők folyamatosan lőhették őket. E vártípust sosem tudták teljesen kiszorítani a bástyák. Ázsiában még a 19. században is ilyen technológiával épültek a várak, és az ágyúkat inkább a várban épített sáncokon illetve ágyúdombokon helyezték el. A muszlim világban csak elvétve építettek bástyákat. A mémet hadikultúra területén a külsőtornyos erősségek modernizálása érdekében az ágyúkat földből készült külső ágyúdombokra, ún. bollwerkekre helyezték.